# マレンゴ郡 (アラバマ州)
マレンゴ郡（英: Marengo County）は、アメリカ合衆国アラバマ州の西部に位置する郡である。2010年国勢調査での人口は21,027人であり、2000年の22,539人から6.7%減少した。郡庁所在地はリンデン市（人口2,123人）であり、同郡で人口最大の都市はデモポリス市（人口7,483人）である。郡名は、1800年6月14日にフランスがオーストリアを破ったイタリアのトリノ近くの戦場に因んで名付けられた。

## 歴史
マレンゴ郡は1818年2月6日に、1816年10月24日に締結されたセントスティーブンス砦条約でチョクトー族インディアンから獲得した土地に、アラバマ準州議会によって設立された。郡名は、1800年6月14日、フランスのナポレオン・ボナパルトがマレンゴの戦いでオーストリア軍に勝利したことを記念するものである。この名前は、初期ヨーロッパ系開拓者にたいする称賛として選ばれた。彼等はフランスから追放されたボナパルト支持者であり、バイン・オリーブ・コロニー設立する動きの中で、1817年にデモポリス周辺に入植した。郡庁所在地は当初マレンゴ町と呼ばれていたが、1823年にリンデンに改名された。リンデンとは、同じく1800年にナポレオンがバイエルンで勝利した戦場、ホーエンリンデンを短縮したものだった。
マレンゴ郡はアラバマ州のブラックベルト地帯にあり、肥沃な土壌に恵まれていたので、多くの綿花プランテーションが造られ、その結果大勢の奴隷がいた。1860年には、奴隷24,409人、自由白人6,761人、このうち奴隷所有者は944人、たった1人の自由有色人がおり、総計で31,171人だった。当時778の農園があった。デモポリスには州内で4番目に古いユダヤ教教会、ビナイ・ジェシュランがあった。1858年の設立だった。南北戦争後、経済は農業への依存を続けたが、プランテーションは小作農園に変わった。
第二次世界大戦後、人口は急速に減り始め、人々は農園を去って他所の製造業の職に就いた。元の綿花畑は次第に牛や馬の牧草地、木材用森林、ナマズを養殖する商業池に変えられていった。1960年代から製造業が入ってくるようになり、製紙工場、製材工場、化学プラントで労働者が雇われた。郡庁舎は1848年と1965年の2回の火事で焼失したが、郡の記録はどちらの時も大半が救われた。

## 地理
アメリカ合衆国国勢調査局に拠れば、郡域全面積は982.85平方マイル (2,545.6 km2)であり、このうち陸地977.04平方マイル (2,530.5 km2)、水域は5.80平方マイル (15.0 km2)で水域率は0.59%である。西側郡境はトンビッグビー川であり、郡北西の小部分がブラックウォリア川になっている。

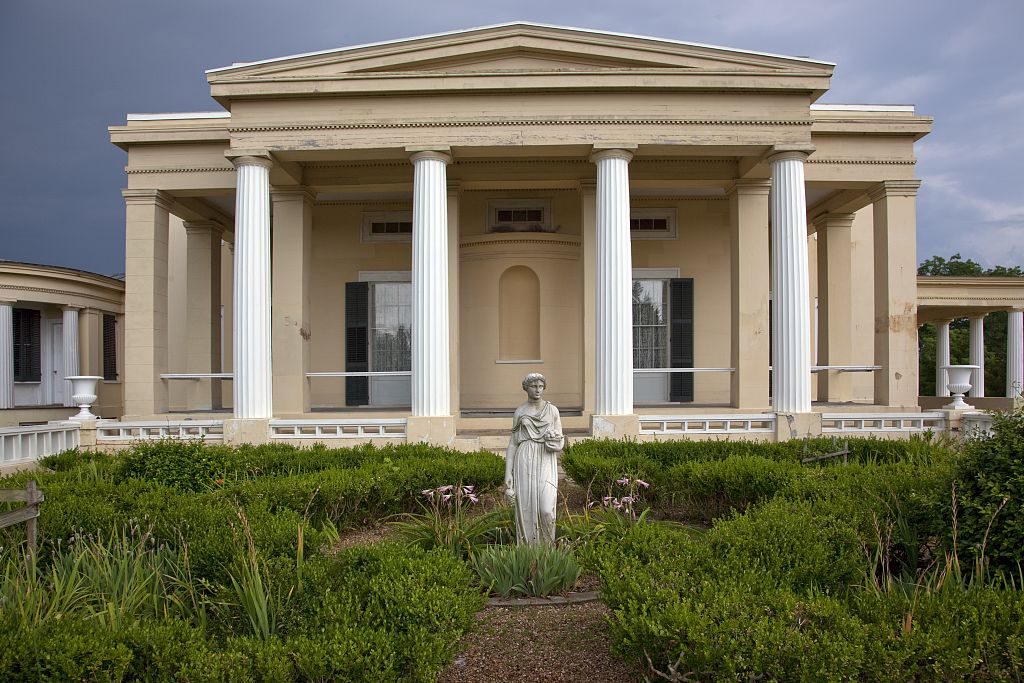
デモポリスにあるゲインズウッド（1843年-1861年建設）、アメリカ合衆国国家歴史登録財に指定

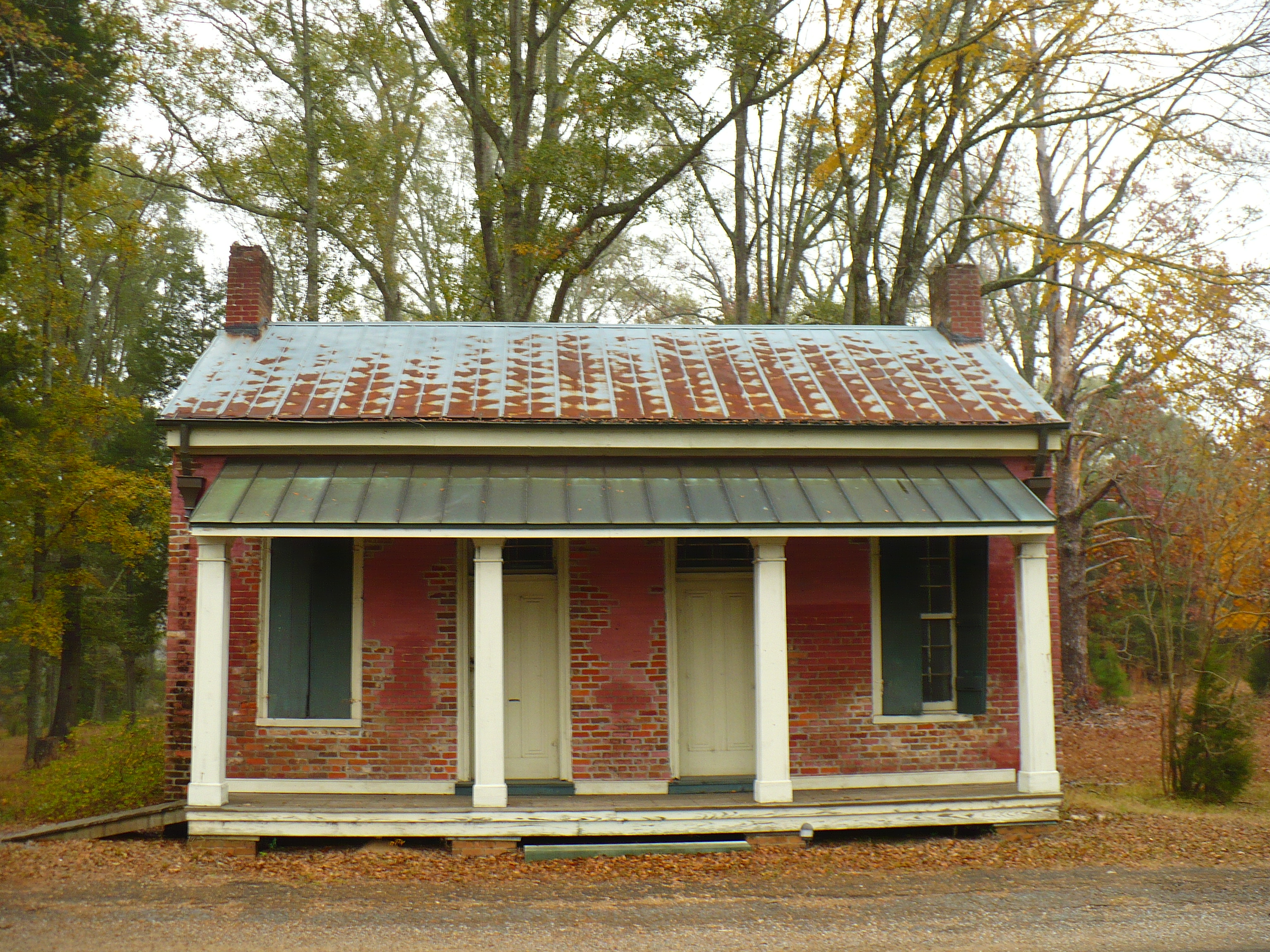
デイトンにあるデイトン町役場（1858年建設）、アラバマ州登録ランドマーク・文化遺産

### 主要高規格道路
- アメリカ国道43号線
- アメリカ国道80号線
- アラバマ州道10号線
- アラバマ州道25号線
- アラバマ州道28号線
- アラバマ州道69号線

### 隣接する郡
- ヘイル郡 - 北
- ペリー郡 - 北東
- ダラス郡 - 東
- ウィルコックス郡 - 南東
- クラーク郡 - 南
- チョクトー郡 - 南西
- サムター郡 - 北西
- グリーン郡 - 北北西

## 人口動態
以下は2000年の国勢調査による人口統計データである。
| 基礎データ - 人口: 22,539人 - 世帯数: 8,767 世帯 - 家族数: 6,277 家族 - 人口密度: 9人/km2（23人/mi2） - 住居数: 10,127軒 - 住居密度: 4軒/km2（10軒/mi2） 人種別人口構成 - 白人: 47.28% - アフリカン・アメリカン: 51.71% - ネイティブ・アメリカン: 0.08% - アジア人: 0.18% - 太平洋諸島系: 0.01% - その他の人種: 0.25% - 混血: 0.47% - ヒスパニック・ラテン系: 0.97% | 年齢別人口構成 - 18歳未満: 28.5% - 18-24歳: 8.0% - 25-44歳: 26.0% - 45-64歳: 22.9% - 65歳以上: 14.6% - 年齢の中央値: 36歳 - 性比（女性100人あたり男性の人口） - 総人口: 88.3 - 18歳以上: 82.2 世帯と家族（対世帯数） - 18歳未満の子供がいる: 34.7% - 結婚・同居している夫婦: 48.4% - 未婚・離婚・死別女性が世帯主: 19.4% - 非家族世帯: 28.4% - 単身世帯: 26.5% - 65歳以上の老人1人暮らし: 12.1% - 平均構成人数 - 世帯: 2.55人 - 家族: 3.08人 | 収入と家計 - 収入の中央値 - 世帯: 27,025米ドル - 家族: 35,475米ドル - 性別 - 男性: 36,053米ドル - 女性: 19,571米ドル - 人口1人あたり収入: 15,308米ドル - 貧困線以下 - 対人口: 25.9% - 対家族数: 22.2% - 18歳未満: 33.7% - 65歳以上: 25.3% |

### 収入

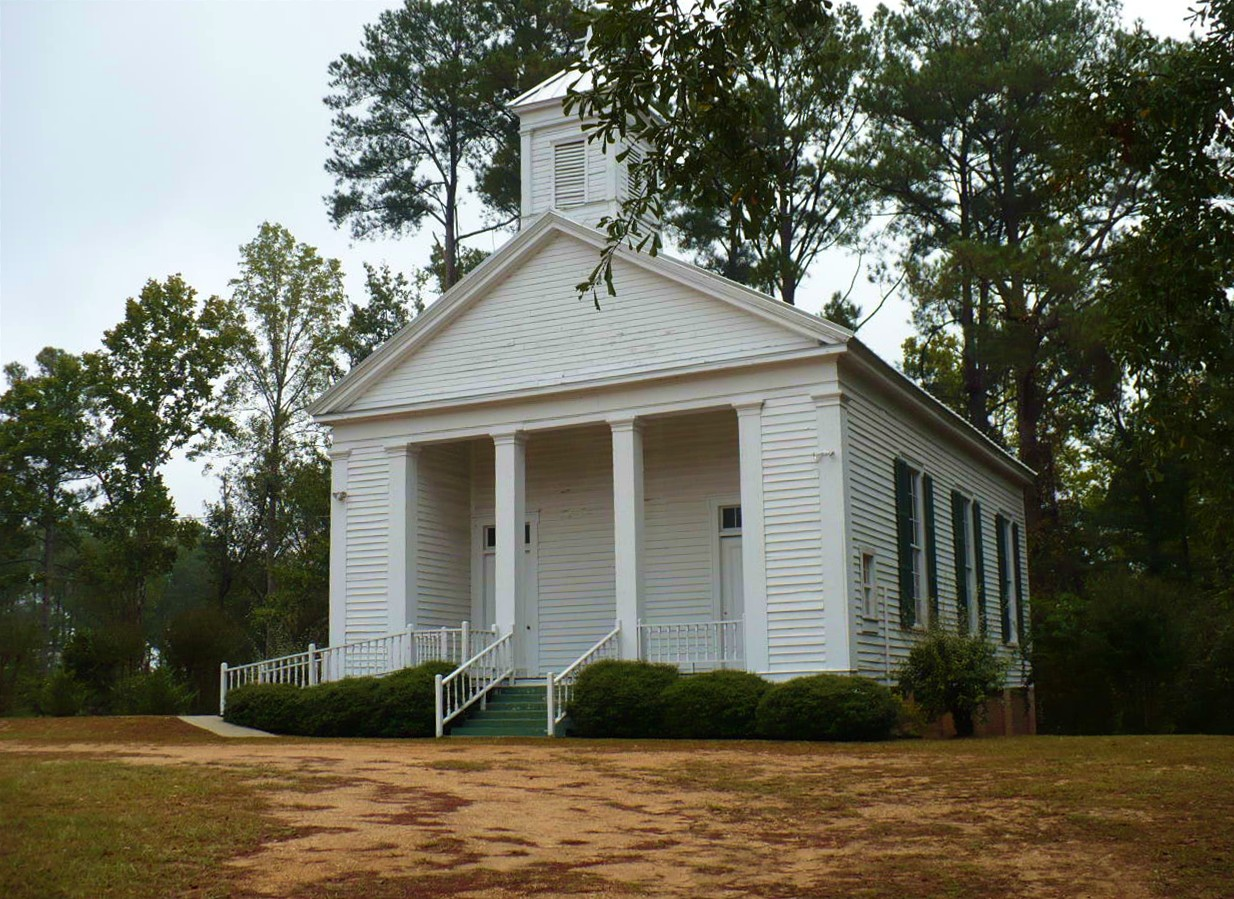
ジェファーソンにあるジェファーソン・メソジスト教会（1856年建設）、ジェファーソン歴史地区の一部としてアメリカ合衆国国家歴史登録財に指定

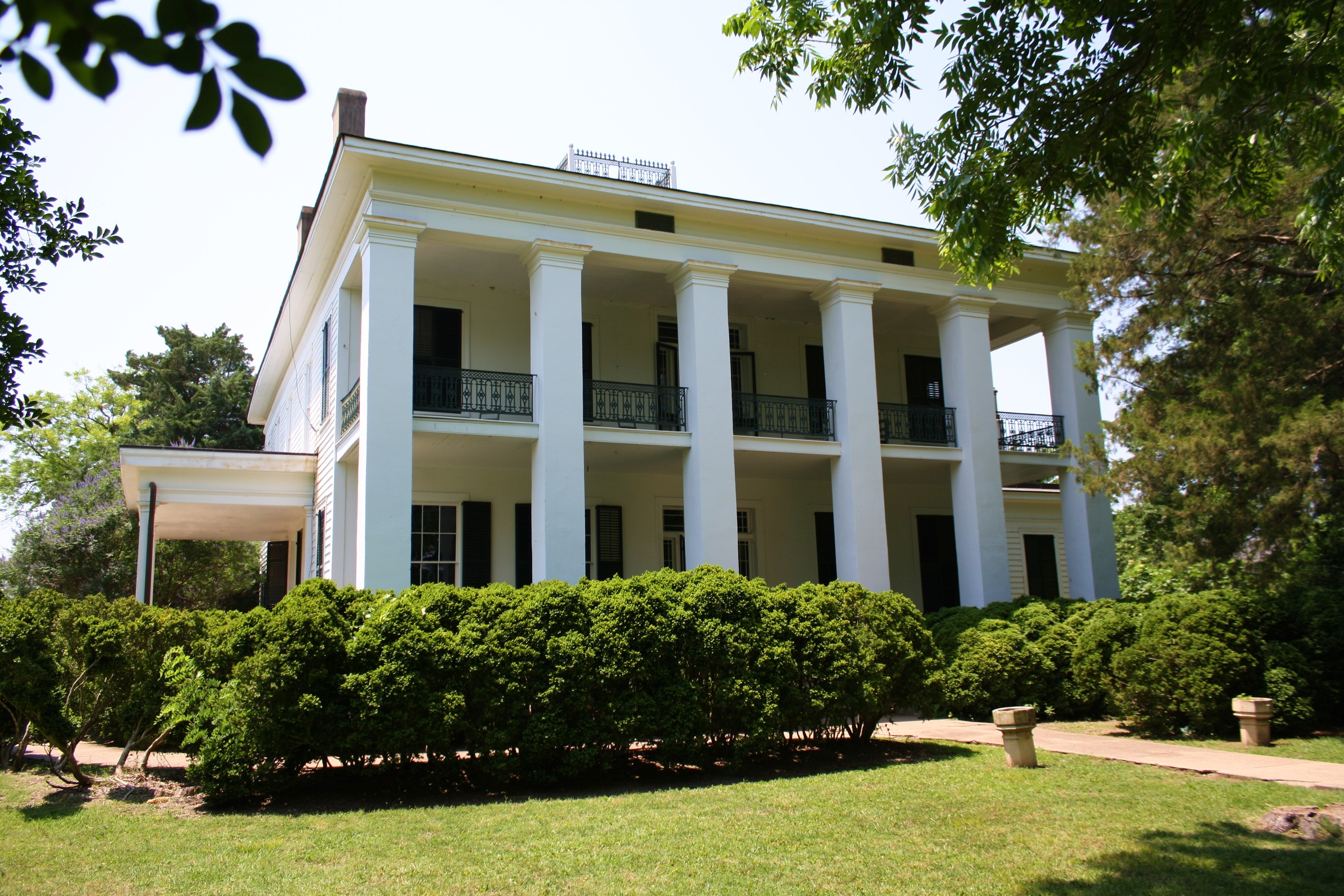
デモポリスにあるライアンホール（1853年建設）、アメリカ合衆国国家歴史登録財に指定

## 都市と町

### 都市
- デモポリス
- リンデン - 郡庁所在地

### 町
- デイトン
- フォーンズデール
- マートルウッド
- プロビデンス
- スウィトウォーター
- トマストン

### 未編入の町
| - エイムウェル - アルファルファ - クレイヒル - コンサル - コックスヒース - ディクソンズミル - エクスムーア - ハーフエーカー - ハーフチャンス - ハンプデン | - ホーボーケン - ヒューゴ - ジェファーソン - ラスカ - マッキンリー - マグノリア - マレンゴ - ムーアズバレー - モスコー - ナナファリア | - ニコルズビル - オクタゴン - オールドスプリングヒル - ピンフック - パットナム - レンバート - ソルトウェル - シャイロー - シドンズビル - サージナー | - バンゲール - バインランド - ウェイン |

### 廃村
- エイグルビル

## 教育
マレンゴ郡教育システムが4つの学校（幼稚園生から12年生）を運営している。デモポリス市とリンデン市には市が運営する教育システムがある。郡が運営する高校はアメリア・ラブ・ジョンソン、ジョン・エセックス、マレンゴ、スウィトウォーターの4校である。

## 文化

### 行事
- ゲインズウッドのキャンドルライト・イブニング、デモポリス市ケーンブレイクのクリスマス[13]
- クリスマス・オン・ザ・リバー、デモポリス市[13]
- フォーンズデール・バイカーラリー、フォーンズデール町
- アラバマ・ナマズ祭、フォーンズデール町[14]
- 収穫祭、デモポリス市[13]
- 歴史的デモポリス春の巡礼、デモポリス市[13]
- ルーランファン・デイ、トマストン町[15]
- サザン・リテラリー・トレイル、デモポリス市[13]

### 見どころ
郡内にはアラバマ・ルーラル・ヘリテージ・センターとチカソー州立公園がある。トンビッグビー川とブラックウォリア川が郡の西と北の境を形成しており、レクリエーションに使われている。アメリカ合衆国国家歴史登録財に指定された場所28か所があり、その1つは歴史建造物にも指定されている。さらにアラバマ州登録ランドマーク・文化遺産に19件が登録されている。